# Rögnitz (Fluss)
Die Rögnitz ist ein 52 Kilometer langer linker Nebenfluss der Sude im Westen Mecklenburg-Vorpommerns und im Osten Niedersachsens.

## Verlauf
Eine Rögnitzquelle ist heute wegen Entwässerungs- und seit 1480 durchgeführter Kanalisierungsmaßnahmen schwer auszumachen. Südlich des Lüblower Ortsteils Neu Lüblow trifft die Beck auf den Neuen Kanal, wird unter diesem verrohrt hindurch geführt und fließt ab dort als Rögnitz zunächst in südlicher Richtung und macht westlich von Ludwigslust einen Knick nach Südwesten. Dort nähert sich der Ludwigsluster Kanal der Rögnitz bis auf etwa 30 Meter. An dieser Stelle existieren ein Verteilerwehr mit einer verrohrten Verbindung sowie seit 2009 zwei Umgehungsgerinne, die den Fischaufstieg ermöglichen sollen. Die Bezeichnung der Fließgewässer wechselt hier die Seiten.

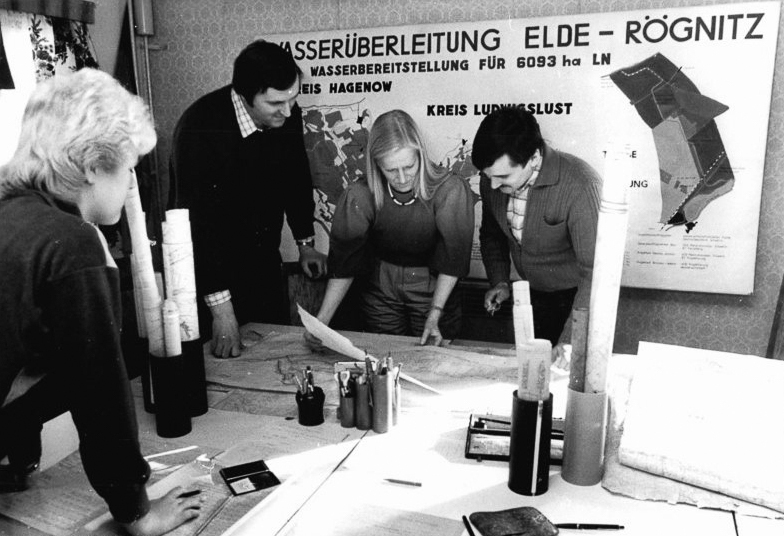
Planungen zum Elde-Rögnitz-Überleiter (1986)

Weiter in südwestlicher Richtung wird die Griese Gegend durchquert. Bei Menkendorf mündet rechtsseitig der Ludwigsluster Kanal ein, der davor einige Kilometer parallel zur Rögnitz verlief. Linksseitig existiert an dieser Stelle seit den 1970er Jahren eine künstliche Wasserverbindung zur Elde, der sogenannte Elde-Rögnitz-Überleiter.
In der Region um Woosmer schlägt das Gewässer einen Bogen in Richtung Nordwesten, bildet von dort bis Gudow die Landesgrenze zwischen Mecklenburg-Vorpommern und Niedersachsen und verläuft in sieben bis zehn Kilometern Abstand etwa parallel zur Elbe durch das Biosphärenreservat Flusslandschaft Elbe-Mecklenburg-Vorpommern (und das ehemalige Naturschutzgebiet Rögnitzwiesen bei Neu Lübtheen). Bei Gudow wird die Landesgrenze zu Niedersachsen überschritten. Im zur Gemeinde Amt Neuhaus gehörenden Sückau mündet die Rögnitz in die Sude, welche ihrerseits bei Boizenburg in die Elbe entwässert.
In ihrem Verlauf fließen der Rögnitz mehrere Gräben zu. Über die Größe des Einzugsgebietes existieren verschiedene Angaben, die von 504 bis 592 km² reichen. Die langjährige mittlere Abflussmenge beträgt 3,7 m³/s.

## Geschichte
Der Flussname leitet sich vom altslawischen Wort rogŭ oder rakyta für Horn ab und bedeutet so viel wie Hornbach.
Ursprünglich entsprang die Rögnitz im „Neustädter Bürgerholze ohnweit Wöbbelin“. Nach Anlage des Ludwigsluster Kanals wurde die Rögnitz an einem Kreuzungspunkt unter diesen hindurch geführt.
Bis Ende 2011 wurden die obere Rögnitz auf einer Länge von etwa 20 Kilometern und in Teilen der Ludwigsluster Kanal durch den Ersatz von Wehren durch Sohlgleiten oder die Einrichtung von Umgehungsgerinnen renaturiert. Ein Ziel war, Fischen den Aufstieg zu ermöglichen.